# Fort pancerny pomocniczy 52a „Łapianka”
Fort 52a „Łapianka” (Jugowice) – jeden z fortów Twierdzy Kraków. Powstał w latach 1896–1902 (według innych źródeł 1897-1898).
Wzmacniał obronę południowej flanki twierdzy, umożliwiając panowanie nad traktem wiedeńskim (dzisiejsza ulica Zakopiańska). Jego głównym uzbrojeniem były cztery wieże pancerne wyposażone w armaty 8 cm M94.
Jest jednym z 14 podobnych fortów, powstałych w tym okresie w Krakowie, które uszczelniały zewnętrzny pierścień obrony miasta. Nieopodal Fortu była zlokalizowana bateria artyleryjska do obrony dalekosiężnej. Fort nie wziął udziału w walkach w czasie I wojny światowej, po wyzwoleniu Krakowa w 1918 r. przejęło go Wojsko Polskie. W ręce cywilne przeszedł w 1958 r., gdy funkcjonował tam zakład produkcji win owocowych, co silnie zdewastowało budynek i jego otoczenie. W latach 2015–2019 przeszedł gruntowną renowację. W latach 2019–2022 wybudowano tzw. obiekt kubaturowy. 
Od 2022 roku jest użytkowany jako Muzeum i Centrum Ruchu Harcerskiego w Krakowie, będące oddziałem Muzeum Krakowa. W ramach działalności jako "centrum ruchu harcerskiego" przygotowano m.in. sale konferencyjne i miejsca noclegowe w budynku, a także na terenach zielonych - pole biwakowe oraz miejsce na ognisko dla ok. 300 osób.
Fort 52a Łapianka znajduje się ok. 100–150 m na południe od ul. Fortecznej w Krakowie.

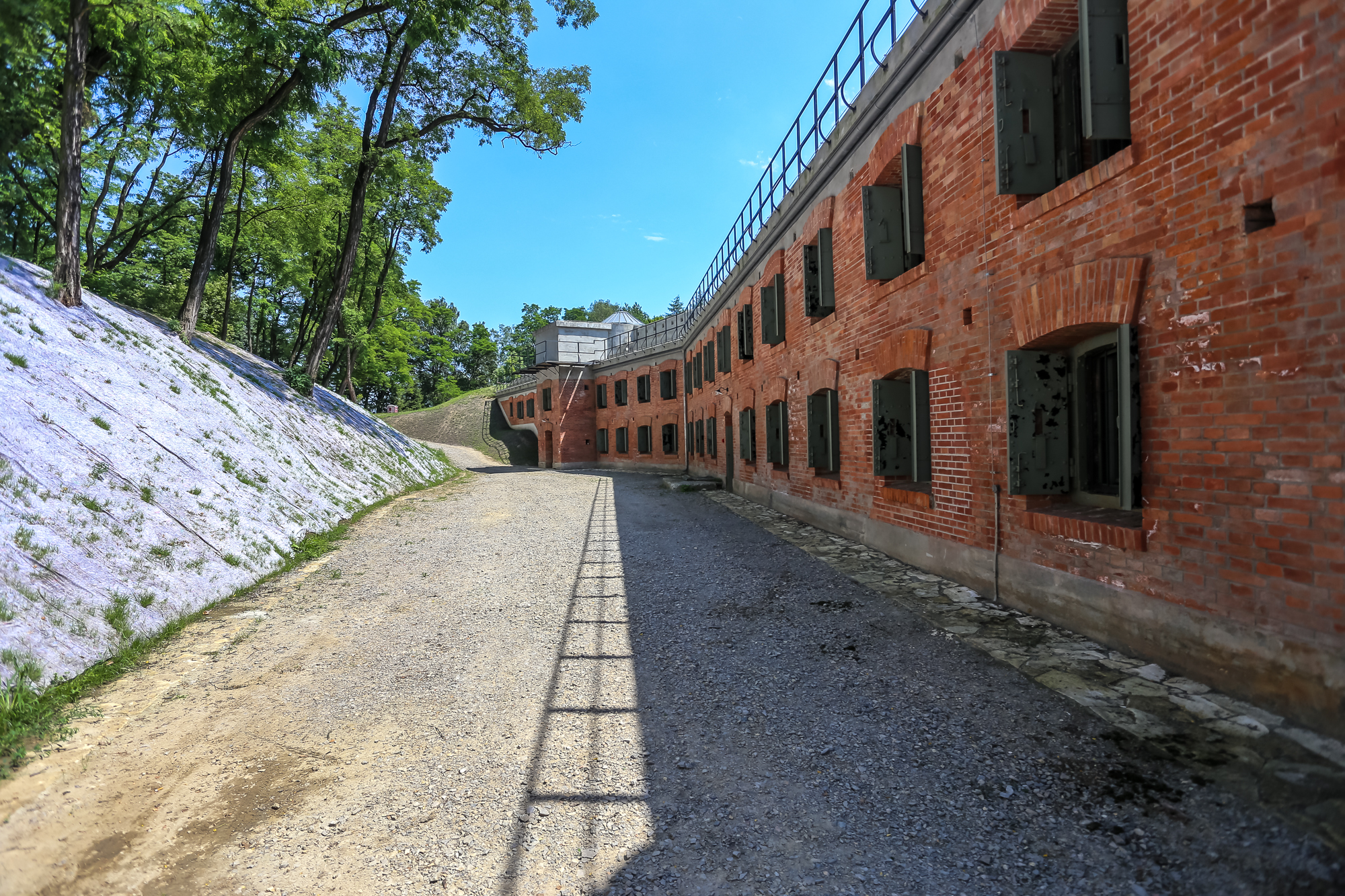
Fort Jugowice („Łapianka”) w trakcie prac remontowo – konserwatorskich

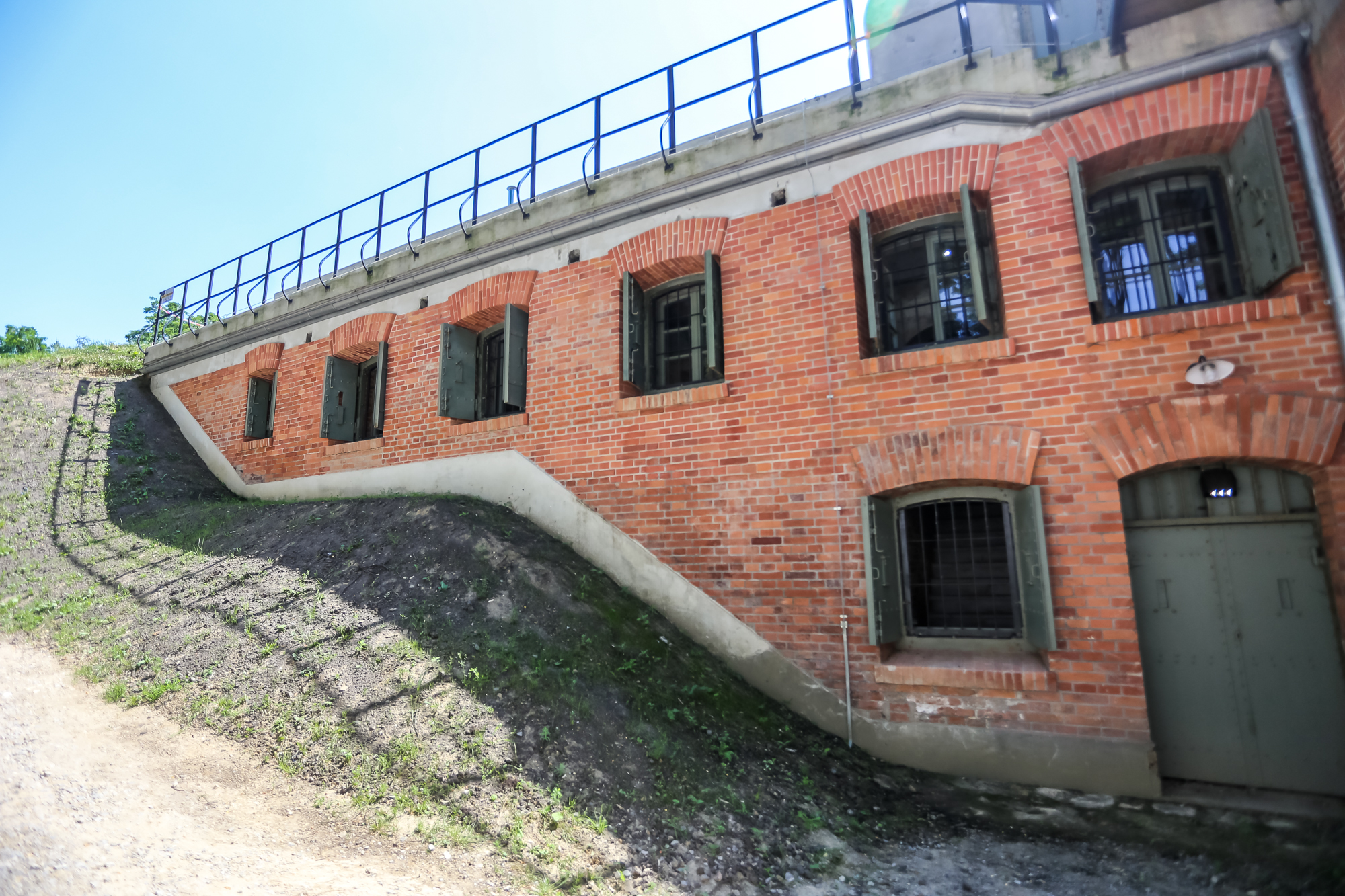
Fort Jugowice („Łapianka”) w trakcie prac remontowo – konserwatorskich